# Moorilla Hobart International 2009
Moorilla Hobart International 2009 — тенісний турнір, що проходив на відкритих кортах з твердим покриттям. Це був 16-й за ліком Hobart International. Належав до серії International в рамках Туру WTA 2009. Відбувся в Міжнародному тенісному центрі Гобарта в Гобарті (Австралія). Тривав з 12 до 18 січня 2009 року.

## Переможниці та фіналістки

### Одиночний розряд
Петра Квітова —  Івета Бенешова, 7–5, 6–1
- Для Квітової це був перший титул за кар'єру.

### Парний розряд
Хісела Дулко /  Флавія Пеннетта —  Альона Бондаренко /  Катерина Бондаренко, 6–2, 7–6(7–4)